# Anésia Pinheiro Machado
Anésia Pinheiro Machado (Itaí, 5 de junio de 1904 - Brasilia, 10 de mayo de 1999) fue la segunda mujer que obtuvo el brevet (carné) de aviador en Brasil.

## Primeros años
Anésia Pinheiro Machado provenía de una familia rica. Vivió su infancia y adolescencia en la calle Silva Jardim, de Itapetininga. A los 17 años, ya apasionada por los aviones, se mudó a São Paulo para estudiar. En diciembre de 1921 entró en la escuela de aviación Ipiranga, la única en Brasil.
El 17 de marzo de 1922 realizó su primer vuelo sola.
El 9 de abril de 1922, Anésia recibió el brevet n.º 77 de la FAI (Federación Aeronáutica Internacional) en la propia máquina Caudron Type G.3, de la señorita aviadora, vencedora francesa de la Cordillera de los Andes, Adrienne Bolland (presente en Brasil desde el mes de octubre de 1921 para preparar a su propio "raid" : Río de Janeiro-Buenos-Aires). 
El 23 de abril de 1922, Anésia Pinheiro Machado se convirtió en la primera aviadora en Brasil que llevó un pasajero en su avión.
Fue la primera aviadora mujer en Brasil que participó en una presentación de acrobacia aérea.

## El primer vuelo de entre estados de Brasil
Ese mismo año realizó su primer vuelo interestatal entre São Paulo y Río de Janeiro, como parte de las celebraciones del centenario de la Independencia de Brasil.
Con solo 18 años de edad, y cinco meses después de obtener su brevet, Anésia decidió hacer el vuelo entre São Paulo y Río de Janeiro como una manera de participar en las celebraciones del centenario de la Independencia. En ese momento no se dio cuenta de que ese vuelo tendría tanta trascendencia, como dijo en una entrevista en 1961 al diario The Evening Star (Washington DC).
Hizo el viaje en un antiguo Caudrón G.3, bautizado Bandeirante ―con un solo motor rotativo Gnome-Rhône, de 120 HP (caballos de fuerza), de fabricación francesa, remanente de la Primera Guerra Mundial― el mismo avión con el que aprendió a volar.
Tardó cuatro días en realizar ese viaje, entre el 5 y el 8 de septiembre de 1922. Anesia volaba una hora y media cada día, y tenía que aterrizar para reabastecerse y revisar la aeronave. Fue una hazaña notable, debido a las condiciones precarias en que se efectuó: el avión tenía muy poca seguridad, y a lo largo de todo el viaje hubo mal tiempo.
Por esta proeza, que tuvo una gran repercusión, fue recibida en el aeropuerto de Río de Janeiro por las autoridades gubernamentales, de las cuales recibió flores y un premio de la Prefectura de Río de Janeiro. En esa ocasión, el pionero de la aviación brasileña Alberto Santos Dumont (1873-1932) le obsequió a Anésia una medalla de oro, réplica de la que había recibido de la princesa Isabel de Brasil (1846-1921), que Anesia llevaría el resto de su vida, porque la consideraba un amuleto de buena suerte.

## Carrera
Entre 1927 y 1928 mantuvo una columna dominical sobre aviación en el diario carioca O Pais.
El 1 de julio de 1940 recibió la licencia de piloto privado n.º 271, del DAC.
El 15 de agosto de 1940 recibió la licencia de piloto comercial n.º 146, del DAC. (Fue la primera aviadora brasileña que pasó el examen para la obtención de la licencia de piloto de aeronave mercante).
El 26 de septiembre de 1942 recibió la licencia como «piloto instructor» n.º 76 del Aeroclub de Brasil.
El 20 de octubre de 1942 recibió la licencia como «piloto instructor» n.º 60 del DAC.

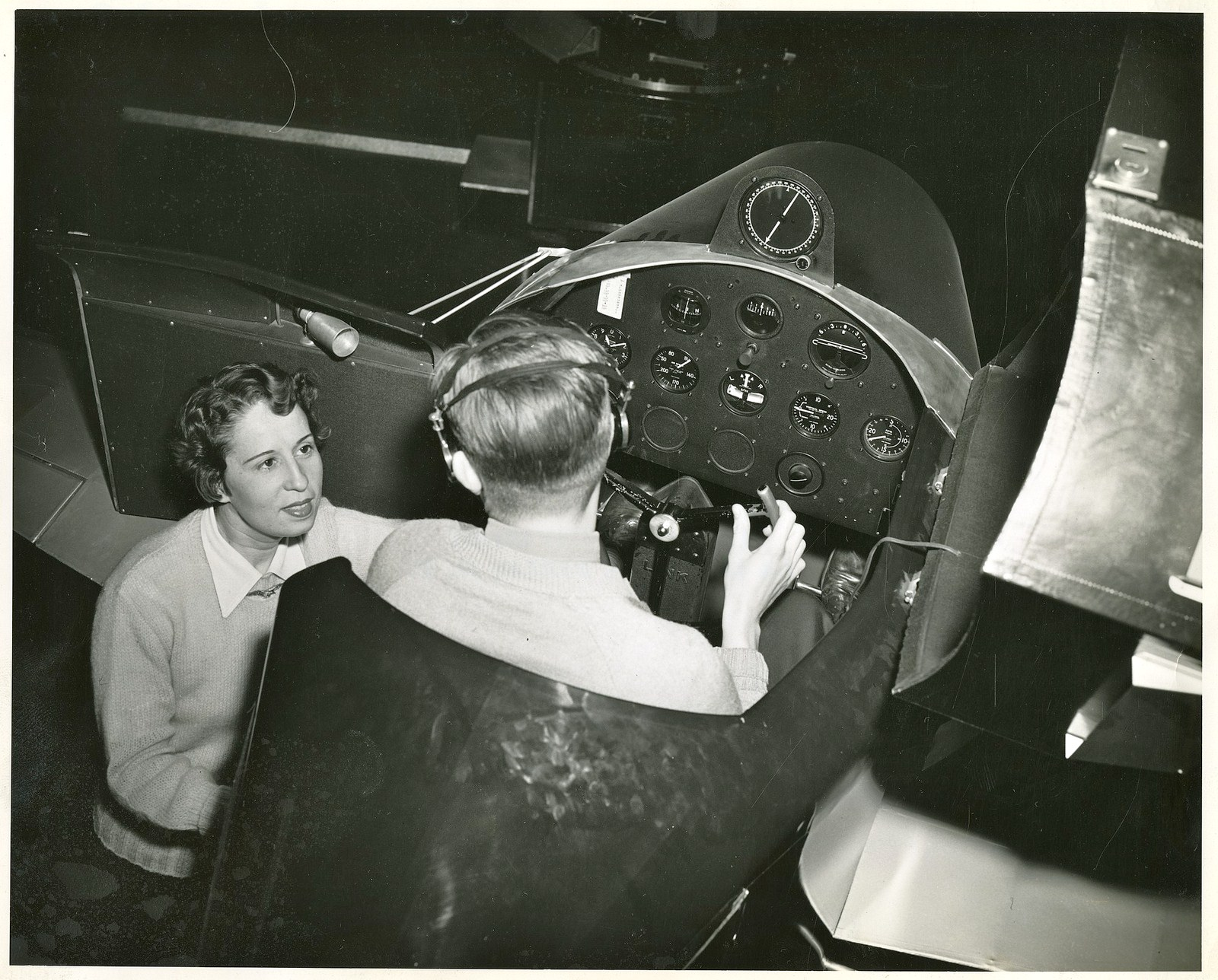
Anésia Pinheiro Machado en Estados Unidos.

En 1943 tomó un curso en Estados Unidos, donde también se graduó como piloto e instructora de vuelo.
En 1951 fue la primera piloto brasileña en cruzar la cordillera de los Andes en su avión monomotor a través de la ruta comercial del Paso del Aconcagua, desde Santiago de Chile a Mendoza (Argentina).
También en 1951 realizó un viaje transcontinental por las tres Américas desde Nueva York hasta Río de Janeiro.
En 1954, durante la conferencia de Estambul, la Federación Aeronáutica Internacional (FAI) proclamó a Anésia Pinheiro Machado la «decana mundial de la aviación femenina».
Nunca se casó ni tuvo hijos. Recibió decenas de honores civiles y militares, nacionales y extranjeras.
Falleció en Brasilia ―capital de Brasil― y fue cremada. El entonces presidente Fernando Henrique Cardoso dijo: 

“Su muerte representa una pérdida para el Ejército del Aire y para la aviación nacional. Abrió un camino pionero en la aviación alrededor del mundo, representando además un paso inmenso hacia la emancipación y presencia activa de la mujer en la historia del siglo XX”.

La urna con sus cenizas están depositadas en el Museo de Cabangu en la ciudad de Santos Dumont (estado de Minas Gerais).

## Pionerismo disputado
Anésia siempre reivindicó el galardón de haber sido la primera mujer brasileña que se convirtió en piloto de aviación.
Sin embargo, la filial brasileña de la Organización Internacional de Mujeres Pilotos asigna a Tereza de Marzo la primacía de ser la primera mujer brasileña que piloteó un avión. Tereza y Anesia fueron contemporáneas, y compañeras de la misma escuela de la aviación, en São Paulo. Tenían el mismo instructor, el piloto alemán Fritz Roesler (quien más tarde se casaría con Teresa y la obligaría a abandonar su carrera). Tereza comenzó sus estudios en marzo de 1921, Anesia en diciembre de 1921. Ambas realizaron su primer vuelo en solitario (sin la compañía del instructor) en la misma fecha, el 17 de marzo de 1922.
El 8 de abril de 1922, Teresa recibió el brevet n.º 76 de la FAI, Anesia recibió el n.º 77 al día siguiente. En 1926, Fritz Roesler obligó a su esposa Tereza de Marzo a abandonar su carrera como aviadora. En cambio Anésia se mantuvo activa durante más de tres décadas.

## Premios
- Ciudadana Carioca. Título outorgado por decreto n.º 13.591, del 20 de agosto de 1957 por la Cámara del Distrito Federal (actualmente Estado de Río de Janeiro).
- Ciudadana Paulistana. Título otorgado por la Resolución n.º 13, de 1958, de la Cámara Municipal de la Ciudad de São Paulo.
- Ciudadana Honoraria de Keokuk - (Estado de Iowa, Estados Unidos), el 21 de julio de 1969.
- Ciudadana Honoraria de Salissaw - (Estado de Oklahoma, Estados Unidos), el 26 de julio de 1969.
- Ciudadana Honoraria del estado de Misuri (Estados Unidos), el 6 de agosto de 1970.
- Ciudadana Honoraria de Baton Rouge (Estado de Luisiana, Estados Unidos), el 10 de julio de 1971.
- Ciudadana Honoraria de Atchison (Estado de Kansas, Estados Unidos) en 1978.

En julio de 2011, diez años después de su muerte, la ciudad de Itapetininga inauguró una estatua en su honor, obra de Cláudio Camargo, un artista plástico local.